# Гарансьєр (Ер)
Гарансьє́р, Ґарансьєр (фр. Garencières) — колишній муніципалітет у Франції, у регіоні Нормандія, департамент Ер. Населення — 558 осіб (2011).
Муніципалітет був розташований на відстані близько 85 км на захід від Парижа, 60 км на південь від Руана, 11 км на південний схід від Евре.

## Історія
До 2015 року муніципалітет перебував у складі регіону Верхня Нормандія. Від 1 січня 2016 року належав до нового об'єднаного регіону Нормандія.
1 січня 2016 року Гарансьєр і Кессіньї було об'єднано в новий муніципалітет Ла-Баронні.

## Демографія
Динаміка населення (INSEE ):
Розподіл населення за віком та статтю (2006):
| Стать | Всього | До 15 років | 15-24 | 25-44 | 45-64 | 65-85 | Понад 85 |
| --- | ------ | ----------- | ----- | ----- | ----- | ----- | -------- |
| Чоловіки | 290    | 59          | 39    | 74    | 94    | 24    | 0        |
| Жінки | 260    | 43          | 40    | 74    | 79    | 24    | 0        |
| \| Статево-вікова піраміда \| Статево-вікова піраміда \| Статево-вікова піраміда \| \| ----------------------- \| ----------------------- \| ----------------------- \| \| Чоловіки \| Вік \| Жінки \| \| 0 \| 85 + \| 0 \| \| 4 \| 80-84 \| 0 \| \| 8 \| 75-79 \| 0 \| \| 8 \| 70-74 \| 8 \| \| 4 \| 65-69 \| 16 \| \| 16 \| 60-64 \| 8 \| \| 16 \| 55-59 \| 20 \| \| 27 \| 50-54 \| 20 \| \| 35 \| 45-49 \| 31 \| \| 16 \| 40-44 \| 12 \| \| 23 \| 35-39 \| 27 \| \| 23 \| 30-34 \| 31 \| \| 12 \| 25-29 \| 4 \| \| 16 \| 20-24 \| 20 \| \| 23 \| 15-20 \| 20 \| \| 16 \| 10-14 \| 4 \| \| 20 \| 5-9 \| 23 \| \| 23 \| 0-4 \| 16 \| |        |             |       |       |       |       |          |
| Статево-вікова піраміда |        |             |       |       |       |       |          |
| Чоловіки | Вік    | Жінки       |       |       |       |       |          |
| 0 | 85 +   | 0           |       |       |       |       |          |
| 4 | 80-84  | 0           |       |       |       |       |          |
| 8 | 75-79  | 0           |       |       |       |       |          |
| 8 | 70-74  | 8           |       |       |       |       |          |
| 4 | 65-69  | 16          |       |       |       |       |          |
| 16 | 60-64  | 8           |       |       |       |       |          |
| 16 | 55-59  | 20          |       |       |       |       |          |
| 27 | 50-54  | 20          |       |       |       |       |          |
| 35 | 45-49  | 31          |       |       |       |       |          |
| 16 | 40-44  | 12          |       |       |       |       |          |
| 23 | 35-39  | 27          |       |       |       |       |          |
| 23 | 30-34  | 31          |       |       |       |       |          |
| 12 | 25-29  | 4           |       |       |       |       |          |
| 16 | 20-24  | 20          |       |       |       |       |          |
| 23 | 15-20  | 20          |       |       |       |       |          |
| 16 | 10-14  | 4           |       |       |       |       |          |
| 20 | 5-9    | 23          |       |       |       |       |          |
| 23 | 0-4    | 16          |       |       |       |       |          |

## Економіка
2010 року серед 401 особи працездатного віку (15—64 років) 309 були активними, 92 — неактивними (показник активності 77,1%, у 1999 році було 75,0%). З 309 активних мешканців працювало 287 осіб (151 чоловік та 136 жінок), безробітними було 22 (12 чоловіків та 10 жінок). Серед 92 неактивних 39 осіб було учнями чи студентами, 34 — пенсіонерами, 19 були неактивними з інших причин.

У 2010 році в муніципалітеті числилось 204 оподатковані домогосподарства, у яких проживали 555,0 особи, медіана доходів виносила 20 768 євро на одного особоспоживача